# Світлий Гай
Світла Гай (біл. вёска Сьветлы Гай) — село в складі Борисовського району Мінської області, Білорусь. Село підпорядковане Пригородницькій сільській раді, розташоване в північно-східній частині області.